# إيفان رو
إيفان رو (بالإنجليزية: Evan Roe)‏ ممثل أمريكي ولد في 9 فبراير 2000 في سياتل، واشنطن، الولايات المتحدة الأمريكية، بدأ مشواره الفني عام 2012.

## روابط خارجية
- إيفان رو على موقع IMDb (الإنجليزية)
- إيفان رو على موقع قاعدة بيانات الفيلم (الإنجليزية)

- Twitter: @evanroeofficial
- Instagram: @evanroeofficial